# Epigonus macrops
Epigonus macrops és una espècie de peix pertanyent a la família dels epigònids.

## Descripció
- Pot arribar a fer 21,2 cm de llargària màxima.
- No té espines operculars.
- 8 espines a la primera aleta dorsal.
- Presència d'òrgans lluminosos.
- Dents premaxil·lars allargades i primes, les quals romanen visibles, fins i tot, amb la boca tancada.[3][4][5]

## Hàbitat
És un peix, mesobentònic-pelàgic, batidemersal i d'aigua marina i salabrosa que viu entre 550 i 1.300 m de fondària sobre el fons marí del talús continental.

## Distribució geogràfica
Es troba a la conca Indo-Pacífica (des de Tanzània fins al Vietnam, Indonèsia i l'oest d'Austràlia) i l'Atlàntic occidental (des de Florida fins a Surinam i la Guaiana Francesa).

## Observacions
És inofensiu per als humans.